# Premis Oscar de 2021
Els Premis Oscar de 2021, organitzats per l'Acadèmia de les Arts i les Ciències Cinematogràfiques, van guardonar les millors pel·lícules estrenades entre el 1r de maig i el 31 de desembre de 2021. El lliurament de premis es va celebrar al Dolby Theatre de Hollywood, a Los Angeles, el 27 de març del 2022. La cerimònia fou presentada per Regina Hall, Amy Schumer i Wanda Skyes. Va ser la primera cerimònia des de 2011 en comptar amb múltiples presentadors.
La cerimònia de lliurament de premis va ser, segons els comentaristes, "eclipsada" per un incident en què Will Smith va bufetejar Chris Rock a l'escenari per una referència a la seva dona, Jada Pinkett-Smith.

## Premis i nominacions
Els nominats pels 94ns Premis Oscar van ser anunciats el 8 de febrer de 2022, pels actors Tracee Ellis Ross i Leslie Jordan.

### Premis
Els guanyadors estan marcats en negreta.
| Millor pel·lícula | Millor direcció |
| --- | --- |
| - CODA – Philippe Rousselet, Fabrice Gianfermi i Patrick Wachsberger - Belfast – Laura Berwick, Kenneth Branagh, Becca Kovacik i Tamar Thomas - Don't Look Up – Adam McKay i Kevin Messick - Drive My Car – Teruhisa Yamamoto - Dune – Mary Parent, Denis Villeneuve i Cale Boyter - King Richard – Tim White, Trevor White i Will Smith - Licorice Pizza – Sara Murphy, Adam Somner i Paul Thomas Anderson - Nightmare Alley – Guillermo del Toro, J. Miles Dale i Bradley Cooper - The Power of the Dog – Jane Campion, Tanya Seghatchian, Emile Sherman, Iain Canning i Roger Frappier - West Side Story – Steven Spielberg i Kristie Macosko Krieger | - Jane Campion – The Power of the Dog - Kenneth Branagh – Belfast - Ryusuke Hamaguchi – Drive My Car - Paul Thomas Anderson – Licorice Pizza - Steven Spielberg – West Side Story |
| Millor actor | Millor actriu |
| - Will Smith – King Richard com a Richard Williams - Javier Bardem – Being the Ricardos com a Desi Arnaz - Benedict Cumberbatch – The Power of the Dog com a Phil Burbank - Andrew Garfield – tick, tick... BOOM! com a Jonathan Larson - Denzel Washington – The Tragedy of Macbeth com a Lord Macbeth | - Jessica Chastain – The Eyes of Tammy Faye com a Tammy Faye Bakker - Olivia Colman – The Lost Daughter com a Leda Caruso - Penélope Cruz – Madres paralelas com a Janis Martínez Moreno - Nicole Kidman – Being the Ricardos com a Lucille Ball - Kristen Stewart – Spencer com a Diana, Princesa de Gal·les |
| Millor actor secundari | Millor actriu secundària |
| - Troy Kotsur – CODA com a Frank Rossi - Ciarán Hinds – Belfast com a "Pop" - Jesse Plemons – The Power of the Dog com a George Burbank - J. K. Simmons – Being the Ricardos com a William Frawley - Kodi Smit-McPhee – The Power of the Dog com a Peter Gordon | - Ariana DeBose – West Side Story com a Anita - Jessie Buckley – The Lost Daughter com a Leda Caruso de jove - Judi Dench – Belfast com a "Granny" - Kirsten Dunst – The Power of the Dog com a Rose Gordon - Aunjanue Ellis – King Richard com a Oracene «Brandy» Price |
| Millor guió original | Millor guió adaptat |
| - Belfast – Kenneth Branagh - Don't Look Up – guió de Adam McKay; història d'Adam McKay i David Sirota - King Richard – Zach Baylin - Licorice Pizza – Paul Thomas Anderson - The Worst Person in the World – Eskil Vogt i Joachim Trier | - CODA – Sian Heder; basada en la pel·lícula de Victoria Bedos, Thomas Bidegain, Stanislas Carré de Malberg i Éric Lartigau - Drive My Car – Ryusuke Hamaguchi i Takamasa Oe; basada en el conte de Haruki Murakami - Dune – Jon Spaihts, Denis Villeneuve i Eric Roth; basada en la novel·la de Frank Herbert - The Lost Daughter – Maggie Gyllenhaal; basada en la novel·la La filla fosca d'Elena Ferrante - The Power of the Dog – Jane Campion; basada en la novel·la de Thomas Savage |
| Millor pel·lícula d'animació | Millor pel·lícula de parla no anglesa |
| - Encanto – Jared Bush, Byron Howard, Yvett Merino i Clark Spencer - Flee – Jonas Poher Rasmussen, Monica Hellström, Signe Byrge Sørensen i Charlotte De La Gournerie - Luca – Enrico Casarosa i Andrea Warren - La família Mitchell contra les màquines – Mike Rianda, Phil Lord, Christopher Miller i Kurt Albrecht - Raya i l'últim drac – Don Hall, Carlos López Estrada, Osnat Shurer i Peter Del Vecho | - Drive My Car (Japó) en japonès – dirigida per Ryusuke Hamaguchi - Flee (Dinamarca) en danès – dirigida per Jonas Poher Rasmussen - È stata la mano di Dio (Itàlia) en italià – dirigida per Paolo Sorrentino - Lunana: a yak in the classroom (Bhutan) en dzongkha – dirigida per Pawo Choyning Dorji - The Worst Person in the World (Noruega) en noruec – dirigida per Joachim Trier |
| Millor documental | Millor curtmetratge documentari |
| - Summer of Soul (...Or, When the Revolution Could Not Be Televised) – Ahmir «Questlove» Thompson, Joseph Patel, Robert Fyvolent i David Dinerstein - Ascension – Jessica Kingdon, Kira Simon-Kennedy i Nathan Truesdell - Attica – Stanley Nelson i Traci A. Curry - Flee – Jonas Poher Rasmussen, Monica Hellström, Signe Byrge Sørensen i Charlotte De La Gournerie - Writing with Fire – Rintu Thomas i Sushmit Ghosh | - The Queen of Basketball – Ben Proudfoot - Audible – Matthew Ogens i Geoff McLean - Lead Me Home – Pedro Kos i Jon Shenk - Three Songs for Benazir – Elizabeth Mirzaei i Gulistan Mirzaei - When We Were Bullies – Jay Rosenblatt |
| Millor curtmetratge | Millor curtmetratge d'animació |
| - The Long Goodbye – Aneil Karia i Riz Ahmed - Ala Kachuu - Take i Run – Maria Brendle i Nadine Lüchinger - The Dress – Tadeusz Łysiak i Maciej Ślesicki - On My Mind – Martin Strange-Hansen i Kim Magnusson - Please Hold – K.D. Dávila i Levin Menekse | - The Windshield Wiper – Alberto Mielgo i Leo Sanchez - Affairs of the Art – Joanna Quinn i Les Mills - Bestia – Hugo Covarrubias i Tevo Díaz - BoxBallet – Anton Dyakov - Robin Robin – Dan Ojari i Mikey Please |
| Millor banda sonora | Millor cançó original |
| - Dune – Hans Zimmer - Don't Look Up – Nicholas Britell - Encanto – Germaine Franco - Madres paralelas – Alberto Iglesias - The Power of the Dog – Jonny Greenwood | - «No Time to Die» de No Time to Die – Música i lletra de Billie Eilish i Finneas O'Connell - «Be Alive» de King Richard – Música i lletra de DIXSON i Beyoncé Knowles-Carter - «Dos Oruguitas» d'Encanto – Música i lletra de Lin-Manuel Miranda - «Down to Joy» de Belfast – Música i lletra de Van Morrison - «Somehow You Do» de Four Good Days – Música i lletra de Diane Warren |
| Millor so | Millor disseny de producció |
| - Dune – Mac Ruth, Mark Mangini, Theo Green, Doug Hemphill i Ron Bartlett - Belfast – Denise Yarde, Simon Chase, James Mather i Niv Adiri - No Time to Die – Simon Hayes, Oliver Tarney, James Harrison, Paul Massey i Mark Taylor - The Power of the Dog – Richard Flynn, Robert Mackenzie i Tara Webb - West Side Story – Tod A. Maitland, Gary Rydstrom, Brian Chumney, Andy Nelson i Shawn Murphy | - Dune – Patrice Vermette, Zsuzsanna Sipos - Nightmare Alley – Tamara Deverell, Shane Vieau - The Power of the Dog – Grant Major, Amber Richards - The Tragedy of Macbeth – Stefan Dechant, Nancy Haigh - West Side Story – Adam Stockhausen, Rena DeAngelo |
| Millor fotografia | Millor maquillatge i perruqueria |
| - Dune – Greig Fraser - Nightmare Alley – Dan Laustsen - The Power of the Dog – Ari Wegner - The Tragedy of Macbeth – Bruno Delbonnel - West Side Story – Janusz Kamiński | - The Eyes of Tammy Faye – Linda Dowds, Stephanie Ingram i Justin Raleigh - Coming 2 America – Mike Marino, Stacey Morris i Carla Farmer - Cruella – Nadia Stacey, Naomi Donne i Julia Vernon - Dune – Donald Mowat, Love Larson i Eva von Bahr - House of Gucci – Göran Lundström, Anna Carin Lock i Frederic Aspiras |
| Millor vestuari | Millor muntatge |
| - Cruella – Jenny Beavan - Cyrano – Massimo Cantini Parrini i Jacqueline Durran - Dune – Jacqueline West i Robert Morgan - Nightmare Alley – Luis Sequeira - West Side Story – Paul Tazewell | - Dune – Joe Walker - Don't Look Up – Hank Corwin - King Richard – Pamela Martin - The Power of the Dog – Peter Sciberras - tick, tick... BOOM! – Myron Kerstein i Andrew Weisblum |
| Millors efectes visuals | |
| - Dune – Paul Lambert, Tristan Myles, Brian Connor i Gerd Nefzer - Free Guy – Swen Gillberg, Bryan Grill, Nikos Kalaitzidis i Dan Sudick - No Time to Die – Charlie Noble, Joel Green, Jonathan Fawkner i Chris Corbould - Shang-Chi and the Legend of the Ten Rings – Christopher Townsend, Joe Farrell, Sean Noel Walker i Dan Oliver - Spider-Man: No Way Home – Kelly Port, Chris Waegner, Scott Edelstein i Dan Sudick | |

### Pel·lícules amb múltiples nominacions
| Nominacions | Pel·lícules                   |
| ----------- | ----------------------------- |
| 12          | The Power of the Dog          |
| 10          | Dune                          |
| 7           | Belfast                       |
| 7           | West Side Story               |
| 6           | King Richard                  |
| 4           | Don't Look Up                 |
| 4           | Drive My Car                  |
| 4           | Nightmare Alley               |
| 3           | Being the Ricardos            |
| 3           | CODA                          |
| 3           | Encanto                       |
| 3           | Flee                          |
| 3           | Licorice Pizza                |
| 3           | The Lost Daughter             |
| 3           | No Time to Die                |
| 3           | The Tragedy of Macbeth        |
| 2           | Cruella                       |
| 2           | The Eyes of Tammy Faye        |
| 2           | Madres paralelas              |
| 2           | Tick, tick... BOOM!           |
| 2           | The Worst Person in the World |

| Premis | Pel·lícules            |
| ------ | ---------------------- |
| 6      | Dune                   |
| 3      | CODA                   |
| 2      | The Eyes of Tammy Faye |